# Індологія
Індологія — комплексна гуманітарна наука, яка вивчає історію, культуру, мови, літературу, ідеологічні погляди етнічних груп, що проживають на Індійському субконтиненті (тобто в Південній Азії); гілка сходознавства. Індологи зазвичай не вивчають сучасну економіку, управління та політику Південної Азії, окрім випадків, коли ці питання глибоко вкоренилися в історії й можуть бути висвітлені її методами та ідеями.

## Опис
Індологія має багато спільного з іншими галузями знання, застосовуючи їхні методи до свого об'єкту дослідження. Зокрема з антропологією, культурологією, порівняльно-історичним мовознавством, філологією, текстологією, літературознавством, історією, етнологією, філософією, вивченням релігій Південної Азії, таких як ведизм, індуїзм, зокрема шиваїзм і вайшнавізм, джайнізм, буддизм, сикхізм, народні та племінні релігії, а також місцеві форми юдаїзму, зороастризму, християнства й ісламу; нарешті, індологія може містити в собі вивчення науки, мистецтва, сільського господарства, бойових мистецтв Південної Азії.
Вчені, які називають себе індологами, часто надають особливого значення глибокому знанню місцевих мов, особливо класичних, таких як санскрит, палі, тибетська, або сучасних — гінді, бенгалі, каннада, тамільська, телугу, або маратхі. Вони вважають, що знання однієї або декілька з цих мов, у поєднанні зі знаннями методів філології, є необхідною умовою для значного внеску в індологічні дослідження і взагалі характерною рисою індології.
Таким чином, індологія є наукою, що вивчає весь спектр досягнень індійської думки з акцентом на інтерпретації минулого і його результатів у даний час. Деякі вчені розрізняють класичну індологію, зосереджену на санскриті та інших стародавніх мовах, і сучасну індологію, яка використовує джерела на сучасних мовах і соціологічні підходи.

## Становлення
Початок індології сходить до хорезмського антрополога та історика Абу Райхану аль-Біруні (973—1048). У своїх «Дослідженнях Індії», він не тільки записав політичну й військову  її історію, але й торкнувся деталей історії культури, науки, релігії та соціальної сфери. Він був також першим, хто почав вивчати антропологію Індії: спостерігав за різними індійськими групами, навчався їхніх мов, вивчав основні документи, намагався представити свої висновки об'єктивно й нейтрально, використовуючи міжкультурні зіставлення.
Але вивчення продовжилося тільки в XVIII столітті, вже європейцями. Піонерами індології вважаються Генрі Томас Колбрук, Вільям Джонс, Август Вільгельм Шлегель, Deutsche Morgenländische Gesellschaft та інші. Індологія як академічний напрям виникла в XIX столітті за часів Британської Індії. Як і сходознавство в цілому, перший час була забарвлена романтизмом. Французька індологічна школа була заснована в 1822 році, британське Королівське азійське товариство — у 1823 році.
Систематичні дослідження та видавнича діяльність санскритської літератури стала можливою завдяки «Санкт-Петербурзькому санскритському словнику», що з'явився в 1850-1870-х роках. Переклади великих індуїстських текстів почалися в серії «Священні книги Сходу» (англ. Sacred Books of the East) в 1879 році. Отто фон Бетлінгк в 1887 році видав граматику стародавнього мовознавця Паніні. Видання Макса Мюллера першого відомого пам'ятника індійської літератури «Рігведи» з'явилося в 1849—1875 роках. У 1897 році  Сергій Ольденбург почав систематичне видання ключових санскритських текстів — «Bibliotheca buddhica». Основні досягнення індології XIX ст. були підсумовані у виданій в Страсбурзі «Енциклопедії індоарійських досліджень» (1896—1915).
Першим російським індологом був Г. С. Лебедєв, який залишив опис побуту й звичаїв індійців і граматику гіндустані. З середини XIX ст. в  Академії Наук і деяких російських університетах розвивається вивчення санскриту (Р. Х. Ленц, О. Бетлінгк, П. Я. Петров,  К. А. Коссович,  Д. М. Овсянико-Куликовський та ін.).

## Індологія в Україні
Докт. філос. н. Юрій Завгородній розрізнює два етапи формування професійної української індології. Перший, розпочавшись у 1844 р., тривав до 1913—1914 рр. і характеризувався визначальною роллю істориків філософії, які знайомились з індійською думкою опосередковано, завдяки дослідженням європейських індологів. Другий етап розпочався в 1911 р. і тривав до кінця 1930 років. Цей етап характеризується визначальною роллю професійних філологів, знавців санскриту, а також інтеграцією в міжнародну індологічну спільноту. Засновником власне української індології вважається Павло Григорович Ріттер (1872—1939) — видатний мовознавець, сходознавець, санскритолог, літературознавець, перекладач. Однак у 1920-ті, а особливо в 1930-ті роки індологічні студії в радянській Україні виявились повністю залежними від внутрішньої політики радянського керівництва й припинили своє існування. Після П. Ріттера (страчений НКВС), М. Конрада (страчений НКВС), М. Калиновича (змушений залишити індологію), С. Стасяка й В. Шаяна (змушені емігрувати з України) фаховий інтерес до вивчення індійської філософії в Україні було перервано на понад п'ятдесят років.
У 2000 році була створена Всеукраїнська асоціація індологів [Архівовано 24 березня 2018 у Wayback Machine.]. За роки її існування в Україні склалася й розвинулася невелика індологічна школа з таких наукових напрямків, як історія, міжнародні відносини, філологія, філософія, політологія тощо. За цей період було проведено більше 200 індологічних наукових заходів. Індологічні публікації акумулює сайт Український індолог [Архівовано 24 березня 2018 у Wayback Machine.].

## Професійна література та спільнота
Індологи зазвичай беруть участь у конференціях, таких як міжнародні конференції Американської асоціації азійських досліджень, Американського східного товариства, Всесвітньої санскритської конференції, а також на національному рівні у Великій Британії, Німеччині, Індії, Японії, Франції та інших країнах. В Україні Всеукраїнська асоціація індологів, Державна установа Інститут всесвітньої історії НАН України [Архівовано 23 березня 2018 у Wayback Machine.] та Посольство Республіки Індія в Україні проводять періодичні наукові конференції.
Індологи публікують свої праці в таких журналах, як «Індо-іранський журнал», «Журнал Королівського азійського товариства», «Журнал Американського східного товариства», «Journal asiatique», «Журнал Німецького східного товариства», «Wiener Zeitschrift für die Kunde Südasiens», «Журнал індійської філософії», «Аннали Бгандаркарського східного науково-дослідного інституту», «Журнал індійських і буддійських досліджень» тощо.
Індологи можуть бути членами таких професійних організацій, які перелічено вище.